# Carrier airwing

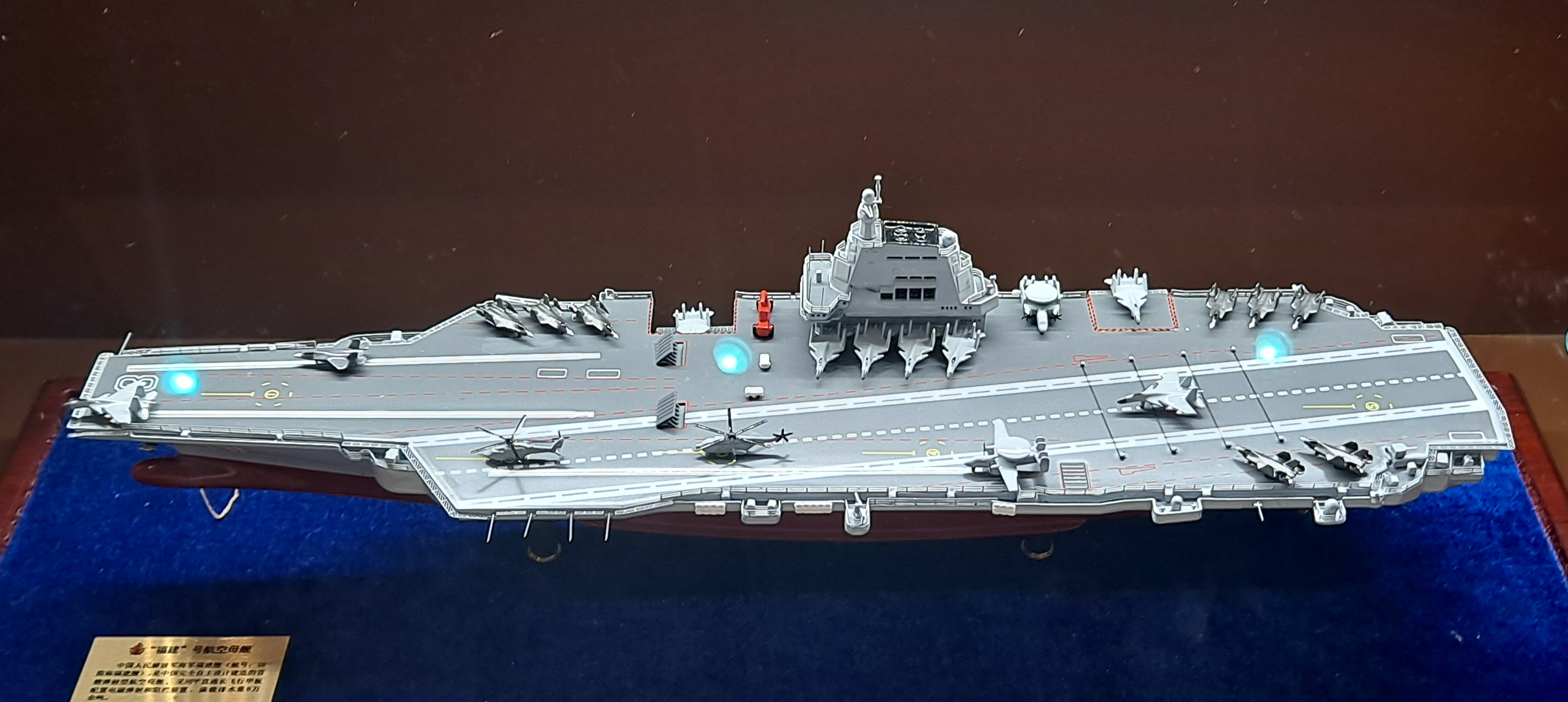
Een airwing van 16 gevechtsvliegtuigen, 2 AWACS en 2 helikopters op het vliegdekschip Fujian

Een Carrier airwing, vaak simpelweg airwing genoemd, is de combinatie van het aantal vliegtuigen en helikopters die gestationeerd zijn op een vliegdekschip, een helikoptercarrier of variaties daarvan. De airwing is vaak het enige aanvalswapen op dergelijke schepen, de rest van de bewapening is vooral gericht op het verdedigen van het schip. Een goed uitgeruste airwing is tegenwoordig onmisbaar bij het ondersteunen van amfibische operaties. 